# سیارک ۵۱۰۵
سیارک ۵۱۰۵ (به انگلیسی: 5105 Westerhout، نامگذاری:1986TM1) پنج هزار و صد و پنجمین سیارک کشف شده‌است که در ۴ اکتبر ۱۹۸۶ کشف شد.
قدر مطلق سیارک برابر ۱۲٫۶۰ است.